# Povere suore francescane dell'adorazione perpetua
Le Povere Suore Francescane dell'Adorazione Perpetua (in tedesco Arme Franziskanerinnen der Ewigen Anbetung) sono un istituto religioso femminile di diritto pontificio: le suore di questa congregazione pospongono al loro nome la sigla O.S.F.

## Storia

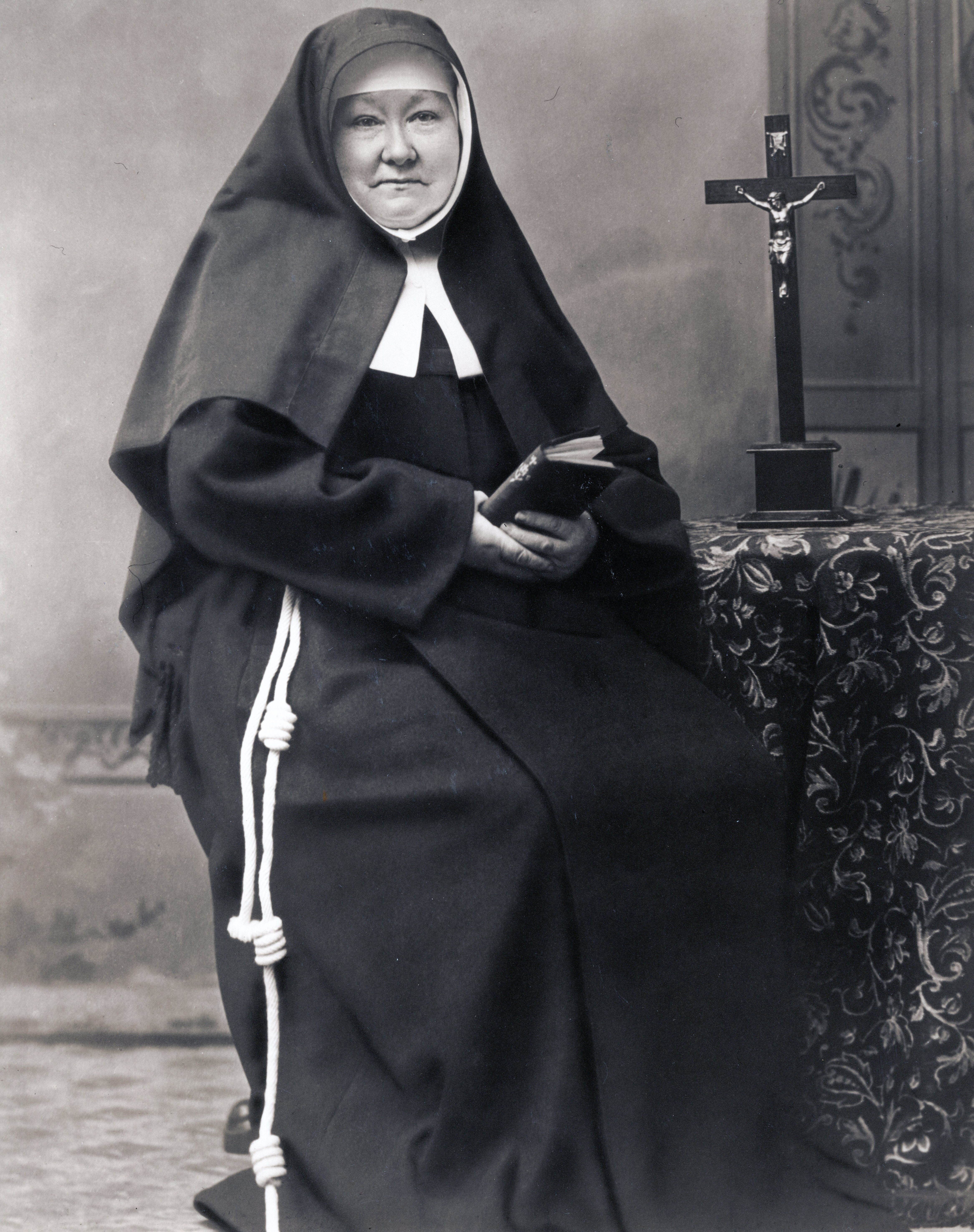
Wilhelmine Bonzel, fondatrice della congregazione

La congregazione deriva da quella delle Suore Francescane Figlie dei Sacri Cuori di Gesù e Maria, fondata a Olpe da Clara Pfänder nel 1859: nel 1863 la Pfänder si stabilì con la maggior parte delle sue compagne a Salzkotten, dove venne trasferita la casa madre dell'istituto.
A Olpe rimase una piccola comunità di suore guidata da Wilhelmine Bonzel (1830-1905), in religione madre Maria Teresa: a causa di alcuni dissidi tra il convento e la casa generalizia di Salzkotten, il vescovo di Paderborn Martin Konrad, con decreto del 20 luglio 1863, sottrasse le suore di Olpe alla giurisdizione della congregazione madre e le costituì in istituto autonomo.
La Bonzel, ritenuta fondatrice della nuova famiglia religiosa, venne aiutata nell'organizzazione del suo istituto da Francesca Schervier, fondatrice delle Suore dei Poveri di San Francesco. Il Kulturkampf causò numerose difficoltà alle suore, ma i problemi in patria spinsero le religiose a espandersi fuori dalla Germania e ad aprire filiali anche negli Stati Uniti d'America (1845).
Le costituzioni delle Povere Suore Francescane dell'Adorazione Perpetua vennero approvate dalla Santa Sede il 31 gennaio 1931 e il loro istituto ricevette l'approvazione definitiva il 14 febbraio 1949. La congregazione è aggregata all'Ordine dei Frati Minori dal 3 novembre 1904.

## Attività e diffusione
Le finalità della congregazione sono l'adorazione perpetua del Santissimo Sacramento e le opere di misericordia.
Oltre che in Germania, le suore sono presenti in Brasile, negli Stati Uniti d'America e nelle Filippine; la sede generalizia è a Olpe.
Alla fine del 2008 la congregazione contava 495 religiose in 52 case.